# Provinzialstraße
In einigen Staaten gibt es Provinzialstraßen (englisch provincial roads), deren Straßenbaulast von einer Provinzverwaltung getragen wird. 

## Allgemeines
In Belgien wird der Begriff für die N-Straßen mit dreistelligen Zahlen benutzt. Sie werden auch als Nationalstraßen der vierten Kategorie bezeichnet. In den Niederlanden sind es die in der Trägerschaft der dortigen Provinzen stehenden Straßen. Diese tragen in der Regel eine dreistellige Zahl und werden in zwei Kategorien eingeteilt. 
Historisch wurde der Begriff Provinzialstraße in Preußen bis 1933 für Straßen verwendet, bei denen der Straßenbaulastträger eine preußische Provinz war.

## Belgien
Die belgischen Provinzialstraßen tragen den Buchstaben N und eine dreistellige Nummer, deren erste Ziffer Auskunft über die zugehörige Provinz gibt. Da es bei der Einführung der Nummerierung neun belgische Provinzen gab, kam man genau mit den neun Anfangsziffern aus. Mittlerweile wurde die Provinz Brabant aufgelöst. An ihre Stelle traten die Hauptstadtregion Brüssel und die neuen Provinzen Flämisch-Brabant und Wallonisch-Brabant, deren Provinzialstraßen weiterhin mit der ihnen ursprünglich zugewiesenen Ziffer 2 beginnen.
Die Provinzialstraßen tragen die folgenden Anfangsziffern:
1. Provinz Antwerpen
2. Brabant: Region Brüssel-Hauptstadt sowie Provinzen Flämisch-Brabant und Wallonisch-Brabant
3. Provinz Westflandern
4. Provinz Ostflandern
5. Provinz Hennegau
6. Provinz Lüttich
7. Provinz Limburg
8. Provinz Luxemburg
9. Provinz Namur

Beim Überschreiten einer Provinzgrenze behalten die Straßen zunächst – oft nur für einen kurzen Straßenabschnitt – die Nummerierung, auch wenn sich die Zuständigkeit ändert.

## Deutschland
Die Provinzialstraße ist in Deutschland eine veraltete Straßenklassifikation. Über der Provinzialstraße war die Staatsstraße klassifiziert, für deren Kosten der preußische Staat aufkommen musste. Unterhalb der Provinzialstraße waren die Kreisstraßen angeordnet, deren Bau und Unterhalt der Landkreis trug.
In der NS-Zeit wurden bei der Zentralisierung des deutschen Straßensystems 1934 die Provinzialstraßen je nach Verkehrsbedeutung und Verbindungsfunktion in Reichsstraßen oder Landesstraßen I. oder II. Ordnung umgewidmet, denen Bundesstraßen, Landesstraßen und Kreisstraßen entsprechen. So ist die Provinzialstraße Wuppertal–Leverkusen heute unter anderem in der Bundesstraße 229 aufgegangen. Die Bezeichnung hat sich dennoch vielerorts noch erhalten, vor allem als amtlicher Eigenname in Ortsdurchfahrten.

## Niederlande
In den Niederlanden werden die Provinzialstraßen (niederländisch provinciale wegen) nach ihrer Bedeutung in zwei Kategorien eingeteilt.
- In der ersten Kategorie erhielten sie nach dem Buchstaben N (in Einzelfällen auch A für Autobahnabschnitte) zunächst Zahlen von 200 bis 400. Da der Nummernbereich nicht mehr ausreichte, wurden mittlerweile auch die Zahlen 197 bis 199 freigegeben. Weitere Straßen werden Nummern ab 175 tragen können. Für die Nummernvergabe wurden Provinzgruppen gebildet. Die Nummern wurden den folgenden Provinzen zugewiesen:
  - 175 bis 250: Provinzen Noord-Holland, Zuid-Holland und Utrecht
  - 251 bis 300: Provinzen Limburg, Noord-Brabant und Zeeland
  - 301 bis 350: Provinzen Flevoland, Gelderland und Overijssel
  - 351 bis 400: Provinzen Drenthe, Fryslân und Groningen
- Bei den Provinzialstraßen der zweiten Kategorie handelt es sich um diejenigen mit einer geringeren Bedeutung. Sie werden nicht immer auf Hinweisschildern und bei der Kilometrierung ausgewiesen. Oftmals bleiben die Ortsdurchfahrten ausgespart und somit in kommunaler Trägerschaft. Hier wurden die Nummern provinzweise vergeben. Allerdings gibt es in Einzelfällen Ausnahmen. Die Nummern werden bei der Überschreitung einer Provinzgrenze nicht geändert. Die Zuständigkeit bleibt sehr oft – aber nicht immer – bei der Provinz, in der sich die jeweilige Provinzstraße befindet. Die Nummern wurden in folgender Art und Weise den Provinzen zugeteilt:
  - 401 bis 430: Provinz Utrecht
  - 431 bis 500: Provinz Zuid-Holland
  - 501 bis 550: Provinz Noord-Holland
  - 551 bis 600: Provinz Limburg
  - 601 bis 650: Provinz Noord-Brabant
  - 651 bis 700: Provinz Zeeland
  - 701 bis 730: Provinz Flevoland
  - 731 bis 780: Provinz Overijssel
  - 781 bis 850: Provinz Gelderland
  - 851 bis 900: Provinz Drenthe
  - 901 bis 950: Provinz Fryslân
  - 951 bis 999: Provinz Groningen

Die Nummerierung erfolgte bei einzelnen Provinzen rückwärts. In manchen Provinzen wurde eine weitere Untereinteilung nach geographischen Gesichtspunkten vorgenommen.
Warum es zu einzelnen Ausnahmen kam, ist nicht erklärlich. So befinden sich beispielsweise die Provinzialstraßen N 860, N 861 und N 865 in der Provinz Groningen, obwohl sie der Provinz Drenthe zuzurechnen wären.